# Quaternions de Hurwitz
Les quaternions de Hurwitz portent ce nom en l'honneur du mathématicien allemand Adolf Hurwitz.

## Définition

### Quaternions
Soit A un anneau. On definit l'algèbre de quaternions ℍ(A) comme l'algèbre A[ℍ] du groupe ℍ des quaternions.
Plus explicitement, c'est le A-module libre engendré par 1, i, j et k, muni de la structure d'algèbre :
- 1 élément neutre pour la multiplication,
- {\displaystyle {\rm {i}}^{2}={\rm {j}}^{2}={\rm {k}}^{2}=-1}
- et les identités :
  - {\displaystyle {\rm {i}}={\rm {j~k}}=-{\rm {k~j}},}
  - {\displaystyle {\rm {j}}={\rm {k~i}}=-{\rm {i~k}},}
  - {\displaystyle {\rm {k}}={\rm {i~j}}=-{\rm {j~i}}.}

### Quaternions de Hurwitz
Soit {\displaystyle \mathbb {H} (\mathbb {Z} )}, l'algèbre des quaternions sur l'anneau ℤ des entiers relatifs. On définit les 
quaternions de Hurwitz — aussi appelés entiers de Hurwitz — {\displaystyle {\widetilde {\mathbb {H} }}(\mathbb {Z} )} comme suit :
Ils forment un ordre maximal dans l'algèbre des quaternions sur ℚ.

## Propriétés
Les quaternions de Hurwitz forment un anneau unitaire, intègre mais non commutatif.
Le carré ║a║2 de la norme d'un entier de Hurwitz a est un entier naturel. Cet entier est premier si et seulement si a est un élément irréductible de l'anneau.
Il existe 24 entiers de Hurwitz de norme 1 : 8 formés par ±1, ±i, ±j, ±k et 16 formés par (±1 ± i ± j ± k)/2.
Tout élément a de l'anneau est associé (à gauche ou à droite, au choix) à (au moins) un élément à composantes entières, c'est-à-dire que a est le produit d'un tel élément par l'un de ces 24 éléments de norme 1. En effet, si les quatre composantes de a sont des demi-entiers, il existe ω de la forme (±1 ± i ± j ± k)/2 tel que les composantes de a – ω soient des entiers pairs, et celles de ωa = ω(a – ω) + 1 sont alors entières.
Un anneau commutatif intègre A est dit euclidien s'il est muni d'un « préstathme euclidien », c'est-à-dire d'une application v de A dans ℕ vérifiant que pour deux éléments non nuls quelconques a, b de A tels que b ne divise pas a, il existe des éléments q, r de A tels que a = qb + r et v(r) < v(b), et cette définition se latéralise pour des anneaux non commutatifs. En ce sens, l'anneau des entiers de Hurwitz est euclidien à gauche et à droite avec, comme préstathme, la norme. Autrement dit, pour la division euclidienne à gauche : si a et b sont des entiers de Hurwitz, avec b non nul, il existe au moins un couple (q, r) d'entiers de Hurwitz tel que a = qb + r avec ║r║ < ║b║. En effet, il suffit de poser r = a – qb après avoir choisi pour q un entier de Hurwitz tel que ║ab−1 – q║ < 1, or un tel q existe toujours.
Il en résulte que :
- tout idéal à gauche est principal ;
- on peut définir un algorithme d'Euclide à gauche dans l'anneau des entiers de Hurwitz, et trouver ainsi un plus grand commun diviseur (à droite)[3] de a et b (noté pgcd(a, b)), c'est-à-dire ayant la plus grande norme, et des entiers de Hurwitz u et v tels que pgcd(a, b) = ua + vb.

On a bien sûr les analogues en échangeant gauche et droite, par un raisonnement identique ou par conjugaison.